# Mats Trygg
Mats Trygg (* 1. června 1976, Oslo) je bývalý norský hokejový obránce, reprezentant své země se zkušenostmi ze švédské a německé hokejové ligy. Jeho dvojče Marius Trygg je rovněž norským hokejovým reprezentantem.

## Kariéra

### Klubová kariéra
Svou hokejovou kariéru začal v norské nejvyšší soutěži, hrával za týmy Spektrum Flyers a Manglerud Star Ishockey. V roce 1999 odešel do Švédska, kde odehrál šest sezón v Elitserien v dresu
Färjestads BK. S týmem vybojoval v roce 2002 švédský titul a kromě toho čtyřikrát druhé místo. Od roku 2005 hraje v Německu. Nejdéle působil v týmu Kölner Haie, se kterým se v sezóně 2007/2008 dostal až do finále DEL, tým však podlehl Eisbären Berlín. V sezóně 2010/2011 působil v jiném německém celku – Hamburg Freezers. Na následující ročník se vrátil zpět do švédské nejvyšší ligy Elitserien, do klubu HV71. Od roku 2013 do konce kariéry po sezóně 2021/22 hrál v Norsku.

### Reprezentační kariéra
V reprezentačním dresu Norska se v letech 1999 až 2009 pravidelně účastnil mistrovství světa, sedmkrát v elitní kategorii, čtyřikrát v divizi 1. Nejvýše se s týmem umístil na osmé příčce v roce 2008.

## Úspěchy a ocenění
Týmové
- mistr švédské ligy 2002 (v dresu Färjestads BK)

Individuální
- vítěz ankety Zlatý puk pro nejlepšího hokejistu Norska v sezónách 2001/2002 a 2007/2008

## Statistika
| Sezona                   | Klub                     | Soutěž                   | Základní část | Základní část | Základní část | Základní část | Základní část | Play off | Play off | Play off | Play off | Play off |
| Sezona                   | Klub                     | Soutěž                   | Z             | G             | A             | B             | TM            | Z        | G        | A        | B        | TM       |
| ------------------------ | ------------------------ | ------------------------ | ------------- | ------------- | ------------- | ------------- | ------------- | -------- | -------- | -------- | -------- | -------- |
| 1994/95                  | Spektrum Flyers          | NOR                      | 26            | 3             | 1             | 4             | 8             |          |          |          |          |          |
| 1995/96                  | Spektrum Flyers          | NOR                      | 31            | 2             | 4             | 6             | 16            |          |          |          |          |          |
| 1996/97                  | Manglerud Star Ishockey  | NOR                      | 36            | 13            | 11            | 24            | 12            |          |          |          |          |          |
| 1997/98                  | Manglerud Star Ishockey  | NOR                      | 37            | 14            | 9             | 23            | 35            |          |          |          |          |          |
| 1998/99                  | Manglerud Star Ishockey  | NOR                      | 44            | 14            | 22            | 36            | 14            |          |          |          |          |          |
| 1999/00                  | Färjestads BK            | SWE                      | 29            | 0             | 9             | 9             | 8             | 3        | 0        | 1        | 1        | 0        |
| 2000/01                  | Färjestads BK            | SWE                      | 50            | 10            | 10            | 20            | 22            | 15       | 4        | 5        | 9        | 16       |
| 2001/02                  | Färjestads BK            | SWE                      | 40            | 9             | 10            | 19            | 22            | 10       | 4        | 4        | 8        | 39       |
| 2002/03                  | Färjestads BK            | SWE                      | 50            | 5             | 13            | 18            | 54            | 14       | 0        | 2        | 2        | 10       |
| 2003/04                  | Färjestads BK            | SWE                      | 49            | 13            | 6             | 19            | 30            | 17       | 0        | 0        | 0        | 20       |
| 2004/05                  | Färjestads BK            | SWE                      | 49            | 5             | 3             | 8             | 38            | 15       | 1        | 1        | 2        | 10       |
| 2005/06                  | Iserlohn Roosters        | DEL                      | 52            | 13            | 20            | 33            | 82            | –        | –        | –        | –        | –        |
| 2006/07                  | Kölner Haie              | DEL                      | 52            | 7             | 22            | 29            | 60            | 9        | 1        | 2        | 3        | 30       |
| 2007/08                  | Kölner Haie              | DEL                      | 46            | 7             | 20            | 27            | 50            | 14       | 3        | 5        | 8        | 14       |
| 2008/09                  | Kölner Haie              | DEL                      | 51            | 5             | 19            | 24            | 36            | -        | -        | -        | -        | -        |
| 2009/10                  | Kölner Haie              | DEL                      | 39            | 7             | 10            | 17            | 42            | 3        | 1        | 1        | 2        | 4        |
| 2010/11                  | Hamburg Freezers         | DEL                      | 50            | 2             | 8             | 10            | 66            | -        | -        | -        | -        | -        |
| 2011/12                  | HV71                     | SWE                      | 21            | 2             | 1             | 3             | 18            | 6        | 0        | 1        | 1        | 2        |
| 2012/13                  | HV71                     | SWE                      | 52            | 3             | 1             | 4             | 28            | 5        | 2        | 2        | 4        | 2        |
| Eliteserien (NOR) celkem | Eliteserien (NOR) celkem | Eliteserien (NOR) celkem | 174           | 46            | 47            | 93            | 85            | 0        | 0        | 0        | 0        | 0        |
| Elitserien (SWE) celkem  | Elitserien (SWE) celkem  | Elitserien (SWE) celkem  | 340           | 47            | 53            | 100           | 220           | 85       | 11       | 16       | 27       | 99       |
| DEL celkem               | DEL celkem               | DEL celkem               | 290           | 41            | 99            | 140           | 336           | 26       | 5        | 8        | 13       | 48       |